# Valeriano Ottino
Valeriano Ottino (Vercelli, 24 aprile 1923 – 2 ottobre 2005) è stato un allenatore di calcio e calciatore italiano, di ruolo ala.

## Carriera

### Giocatore
Cresce nella Pro Vercelli, con cui esordisce in Serie B a 16 anni. Dopo un biennio con i piemontesi passa al Modena, con cui debutta in Serie A in una stagione culminata con la retrocessione tra i cadetti. L'anno successivo contribuisce al ritorno degli emiliani nel massimo campionato.
Lo scoppio della seconda guerra mondiale interrompe l'attività sportiva, ripresa al termine delle vicende belliche con la maglia del Venezia. Con i lagunari disputa tre stagioni, le ultime due condite da 26 gol.
Passa quindi all'Atalanta, sempre in Serie A, lasciando Bergamo dopo una stagione.

### Allenatore
Allenò Sambenedettese, Giulianova, Chieti, Teramo, Pro Vercelli e Biellese. 

## Palmarès

### Giocatore

#### Competizioni nazionali
- Serie B: 1

Modena: 1942-1943

#### Competizioni regionali
- Promozione: 1

Giulianova: 1953-1954